# Acrodicrania setosicauda
Acrodicrania setosicauda är en tvåvingeart som beskrevs av Frederick Askew Skuse 1888. Acrodicrania setosicauda ingår i släktet Acrodicrania och familjen svampmyggor. Inga underarter finns listade i Catalogue of Life.